# Ryder Cup 1995
La 31ª edizione della Ryder Cup si è tenuta all’Oak Hill Country Club nel villaggio di Pittsford, un sobborgo di Rochester nello stato di New York, dal 22 al 24 settembre 1995.
La squadra padrona di casa si presentò alla competizione come detentrice della coppa. I capitani dei team erano Bernard Gallacher per l’Europa e Lanny Wadkins per gli USA. La formazione del Vecchio Continente vinse con un punteggio di 14½ a 13½: fu la seconda volta che vinse negli Stati Uniti.
Dopo un iniziale pareggio, al termine della prima giornata gli americani erano avanti di due punti, vantaggio che mantennero anche dopo le due sessioni di sabato. Gli europei riuscirono però per la prima volta a compiere una rimonta nella giornata dei singolari, conseguendo il punteggio minimo per strappare il trofeo agli avversari. Il punto decisivo venne siglato dall’esordiente irlandese Philip Walton che sconfisse Jay Haas.

## Formato
La Ryder Cup è un torneo match play, in cui ogni singolo incontro vale un punto. Il formato dell'edizione 1995 era il seguente:
- I Giornata (Venerdì) – 4 incontri "foursome" (colpi alternati) nella sessione mattutina e 4 incontri "fourball" (la migliore buca) nella sessione pomeridiana.
- II Giornata (Sabato) – 4 incontri "foursome" nella sessione mattutina e 4 incontri "fourball" nella sessione pomeridiana.
- III Giornata (Domenica) – 12 incontri singolari.

Ogni incontro si disputa su un massimo di 18 buche. La vittoria di ogni incontro assegna un punto, nel caso di parità del match si assegna ½ punto a ciascuno, per un totale di 28 punti disponibili. 14½ punti sono necessari per vincere, ma 14 punti (ovvero un pareggio) sono sufficienti alla squadra che difende per mantenere la coppa.

## Squadre
| Stati Uniti    |     |                  |                     |                                        |
| Nome           | Età | Punti classifica | Classifica mondiale | Note                                   |
| Lanny Wadkins  | 45  |                  |                     | Capitano non-giocatore                 |
| Corey Pavin    | 35  | 1                | 7                   | 3ª partecipazione                      |
| Tom Lehman     | 36  | 2                | 12                  | Esordio nella Ryder Cup                |
| Davis Love III | 31  | 3                | 19                  | 2ª partecipazione                      |
| Phil Mickelson | 25  | 4                | 24                  | Esordio nella Ryder Cup                |
| Jay Haas       | 41  | 5                | 29                  | 2ª partecipazione                      |
| Jeff Maggert   | 31  | 6                | 30                  | Esordio nella Ryder Cup                |
| Loren Roberts  | 40  | 7                | 20                  | Esordio nella Ryder Cup                |
| Ben Crenshaw   | 43  | 8                | 25                  | 4ª partecipazione                      |
| Peter Jacobsen | 41  | 9                | 21                  | 2ª partecipazione                      |
| Brad Faxon     | 34  | 10               | 31                  | Esordio nella Ryder Cup                |
| Curtis Strange | 40  | 23               | 61                  | Scelta del capitano, 5ª partecipazione |
| Fred Couples   | 35  | 34               | 38                  | Scelta del capitano, 4ª partecipazione |

| Europa              |     |                  |                     |                                         |
| Nome                | Età | Punti classifica | Classifica mondiale | Note                                    |
| Bernard Gallacher   | 46  |                  |                     | Capitano non-giocatore                  |
| Colin Montgomerie   | 32  | 1                | 6                   | 3ª partecipazione                       |
| Bernhard Langer     | 38  | 2                | 5                   | 8ª partecipazione                       |
| Sam Torrance        | 42  | 3                | 17                  | 8ª partecipazione                       |
| Costantino Rocca    | 38  | 4                | 28                  | 2ª partecipazione                       |
| Seve Ballesteros    | 38  | 5                | 15                  | 8ª partecipazione                       |
| David Gilford       | 30  | 6                | 58                  | 2ª partecipazione                       |
| Mark James          | 41  | 7                | 57                  | 7ª partecipazione                       |
| Howard Clark        | 41  | 8                | 73                  | 6ª partecipazione                       |
| Per-Ulrik Johansson | 28  | 9                | 70                  | Esordio nella Ryder Cup                 |
| Philip Walton       | 33  | 10               | 108                 | Esordio nella Ryder Cup                 |
| Nick Faldo          | 38  | 17               | 4                   | Scelta del capitano, 10ª partecipazione |
| Ian Woosnam         | 37  | 13               | 26                  | Scelta del capitano, 8ª partecipazione  |

## Risultati

### I sessione
Foursome
| Europa (bandiera) | Risultati | Stati Uniti (bandiera) |
| ----------------- | --------- | ---------------------- |
| Faldo/Montgomerie | 1 up      | Pavin/Lehman           |
| Torrance/Rocca    | 3 & 2     | Haas/Couples           |
| Clark/James       | 4 & 3     | Love III/Maggert       |
| Langer/Johansson  | 1 up      | Crenshaw/Strange       |
| 2                 | Sessione  | 2                      |
| 2                 | Totale    | 2                      |

### II sessione
Four-ball
| Europa (bandiera)   | Risultati | Stati Uniti (bandiera) |
| ------------------- | --------- | ---------------------- |
| Gilford/Ballesteros | 4 & 3     | Faxon/Jacobsen         |
| Torrance/Rocca      | 6 & 5     | Maggert/Roberts        |
| Faldo/Montgomerie   | 3 & 2     | Couples/Love III       |
| Langer/Johansson    | 6 & 4     | Pavin/Mickelson        |
| 1                   | Sessione  | 3                      |
| 3                   | Totale    | 5                      |

### III sessione
Foursome
| Europa (bandiera) | Risultati | Stati Uniti (bandiera) |
| ----------------- | --------- | ---------------------- |
| Faldo/Montgomerie | 4 & 2     | Strange/Haas           |
| Torrance/Rocca    | 6 & 5     | Love III/Maggert       |
| Woosnam/Walton    | 1 up      | Roberts/Jacobsen       |
| Langer/Gilford    | 4 & 3     | Pavin/Lehman           |
| 3                 | Sessione  | 1                      |
| 6                 | Totale    | 6                      |

### IV sessione
Four-ball
| Europa (bandiera)    | Risultati | Stati Uniti (bandiera) |
| -------------------- | --------- | ---------------------- |
| Torrance/Montgomerie | 4 & 2     | Faxon/Couples          |
| Woosnam/Rocca        | 3 & 2     | Love III/Crenshaw      |
| Ballesteros/Gilford  | 3 & 2     | Haas/Mickelson         |
| Faldo/Lanfer         | 1 up      | Pavin/Roberts          |
| 1                    | Sessione  | 3                      |
| 7                    | Totale    | 9                      |

### V sessione
Singoli
| Europa (bandiera)   | risultati | Stati Uniti (bandiera) |
| ------------------- | --------- | ---------------------- |
| Seve Ballesteros    | 4 & 3     | Tom Lehman             |
| Howard Clark        | 1 up      | Peter Jacobsen         |
| Mark James          | 4 & 3     | Jeff Maggert           |
| Ian Woosnam         | pareggio  | Fred Couples           |
| Costantino Rocca    | 3 & 2     | Davis Love III         |
| David Gilford       | 1 up      | Brad Faxon             |
| Colin Montgomerie   | 3 & 1     | Ben Crenshaw           |
| Nick Faldo          | 1 up      | Curtis Strange         |
| Sam Torrance        | 2 & 1     | Loren Roberts          |
| Bernhard Langer     | 3 & 2     | Corey Pavin            |
| Philip Walton       | 1 up      | Jay Haas               |
| Per-Ulrik Johansson | 2 & 1     | Phil Mickelson         |
| 7½                  | Sessione  | 4½                     |
| 14½                 | Totale    | 13½                    |